# Моррисон, Патриция
Патриция Моррисон (англ. Patricia Morrison, род. 14 января 1962, Лос-Анджелес) — американская и британская бас-гитаристка, певица и автор песен.

## Биография
С юных лет была постоянной участницей лос-анджелесской панк-сцены, стала одной из основательниц группы The Bags в 1976. Покинув группу, она основала Legal Weapon в 1981. С этой группой она успела выпустить единственный ЕР «No Sorrow».
В 1982 году была приглашена в группу The Gun Club, которую покинула после второго турне и основала группу под названием Fur Bible. Группа выступала на разогреве у Siouxsie and the Banshees. В это время к Моррисон обратился Эндрю Элдритч с предложением присоединиться к его группе The Sisters of Mercy. Патриция Моррисон участвовала в альбомах Gift (1986, издан под вывеской The Sisterhood) и Floodland (1987). Покинула группу в 1990 году, в качестве причины назвав невыплату обещанных ей денег. В 1994 году выпустила сольный альбом «Reflect On This».
В 1996 году была приглашена в группу The Damned после того, как их басист Пол Грэй (англ. Paul Gray) был ранен фанатом на концерте. В том же году Моррисон вышла замуж за вокалиста группы Дэйва Вэниана (англ. Dave Vanian). После рождения дочери Эмили (англ. Emily Vanian) в 2004 году Моррисон покинула группу. Остаётся неясным, вернётся ли она когда-либо опять в музыку.

## Дискография
The Bags
- «Survive» (Single 1978)

Legal Weapon
- «No Sorrow» (EP, 1981)

Gun Club
- «Death Party» (Live-LP, 1983)
- «The Las Vegas Story» (LP, 1984)
- «Love Supreme» (Live-LP, 1985)
- «Danse Kalinda Boom» (Live-LP, 1985)

Fur Bible
- «Plunder the Tombs» (EP, 1985)

The Suicide Twins
- «Silver Missiles and Nightingales» (LP, 1986)

The Sisterhood
- «Giving Ground» (Single, 1986)
- «Gift» (LP/CD, 1986)

The Sisters of Mercy
- «This Corrosion» (Single, 1987)
- «Floodland» (LP/CD, 1987)
- «Dominion» (Single, 1988)
- «Lucretia My Reflection» (Single, 1988)

Patricia Morrison
- «Reflect on This» (CD, 1994)

The Damned
- «Grave Disorder» (CD, 2001)